# فيصل القميزي
فيصل عبد العزيز القميزي(ولد في 12 أكتوبر 1998-) لاعب كرة قدم سعودي ويلعب كمدافع.
لعب سابقاً في نادي الهلال في الفئات السنية و نادي الدرع.